# Cecil Heftel
Cecil Landau Heftel, född 30 september 1924 i Chicago, Illinois, död 5 februari 2010 i San Diego, Kalifornien, var en amerikansk demokratisk politiker. Han representerade delstaten Hawaiis första distrikt i USA:s representanthus 1977–1986.
Heftel utexaminerades 1951 från Arizona State College (numera Arizona State University). Han studerade sedan vidare vid University of Utah och New York University.
Heftel efterträdde 1977 Spark Matsunaga som kongressledamot. Han avgick 1986 och efterträddes av Neil Abercrombie. Heftel förlorade i demokraternas primärval inför guvernörsvalet 1986 mot John Waihee.
Heftel var mormon och frimurare.